# フォース湾

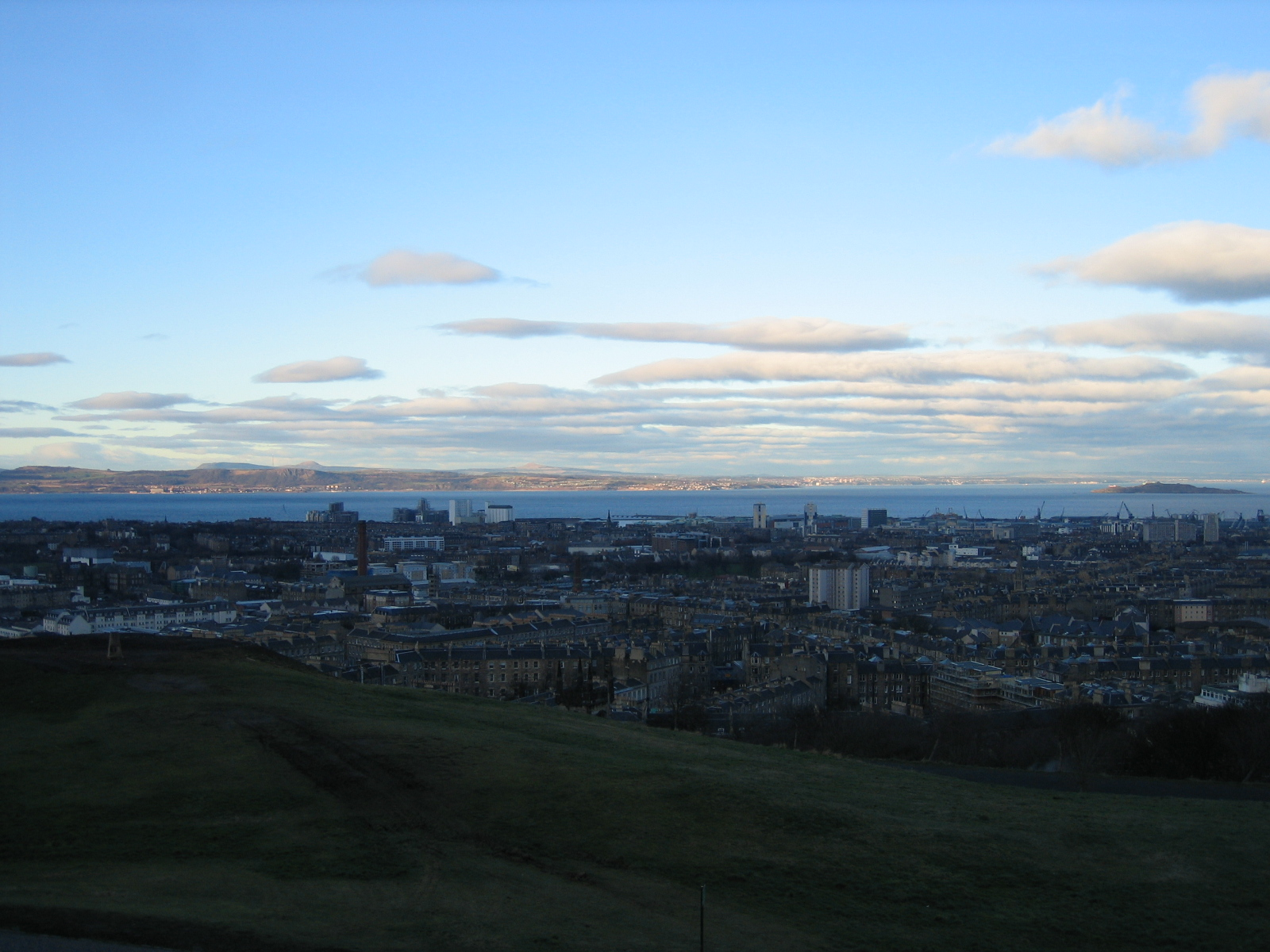
エディンバラのカールトン・ヒルから見たフォース湾

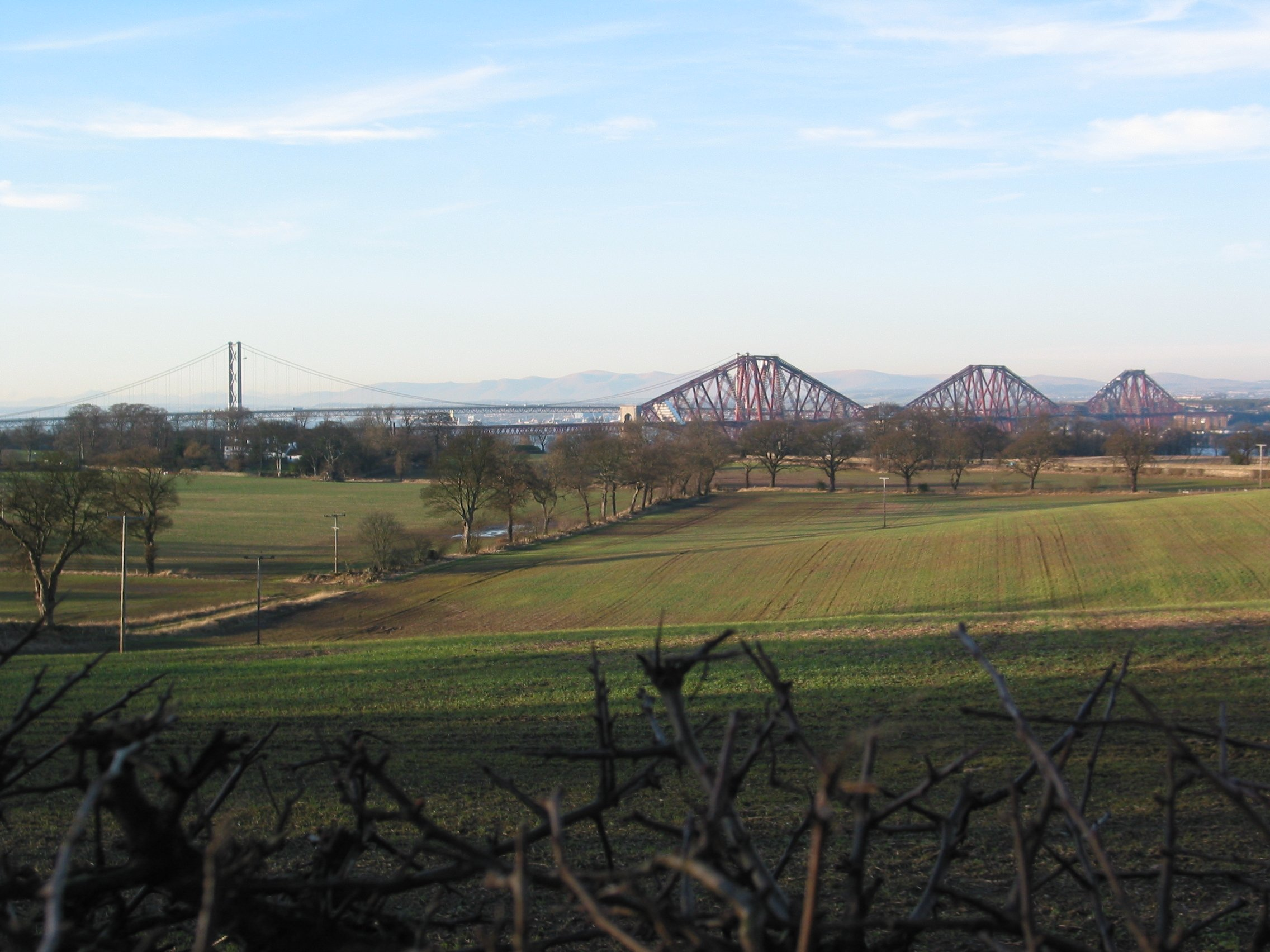
フォース橋

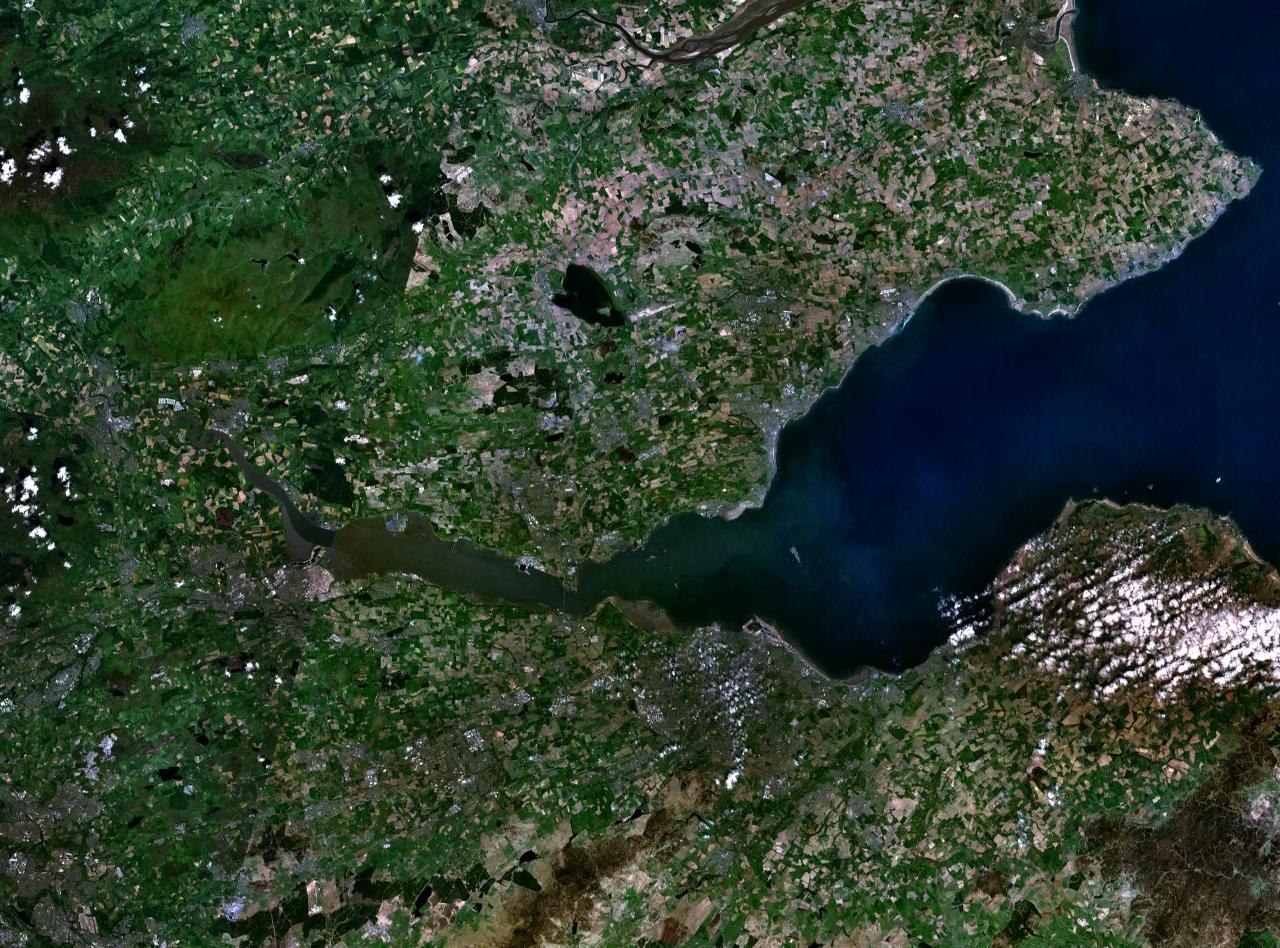
衛星写真

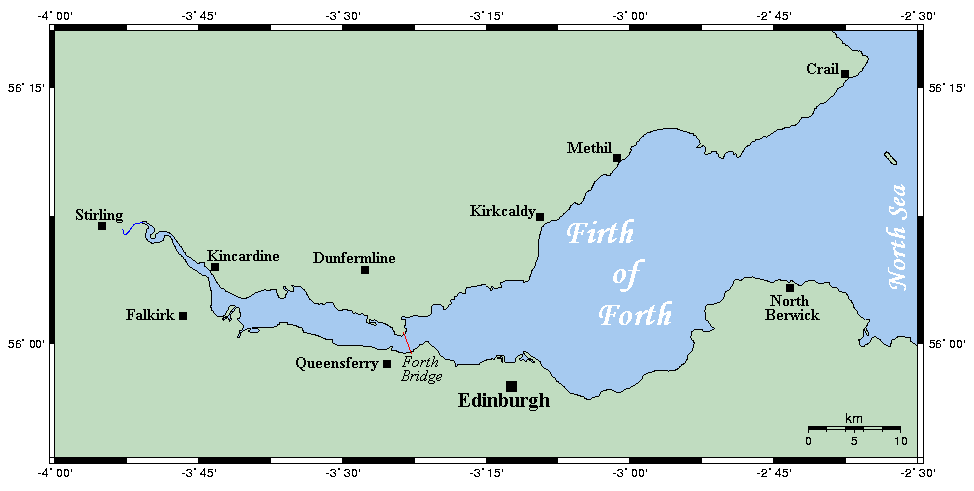
フォース湾の位置

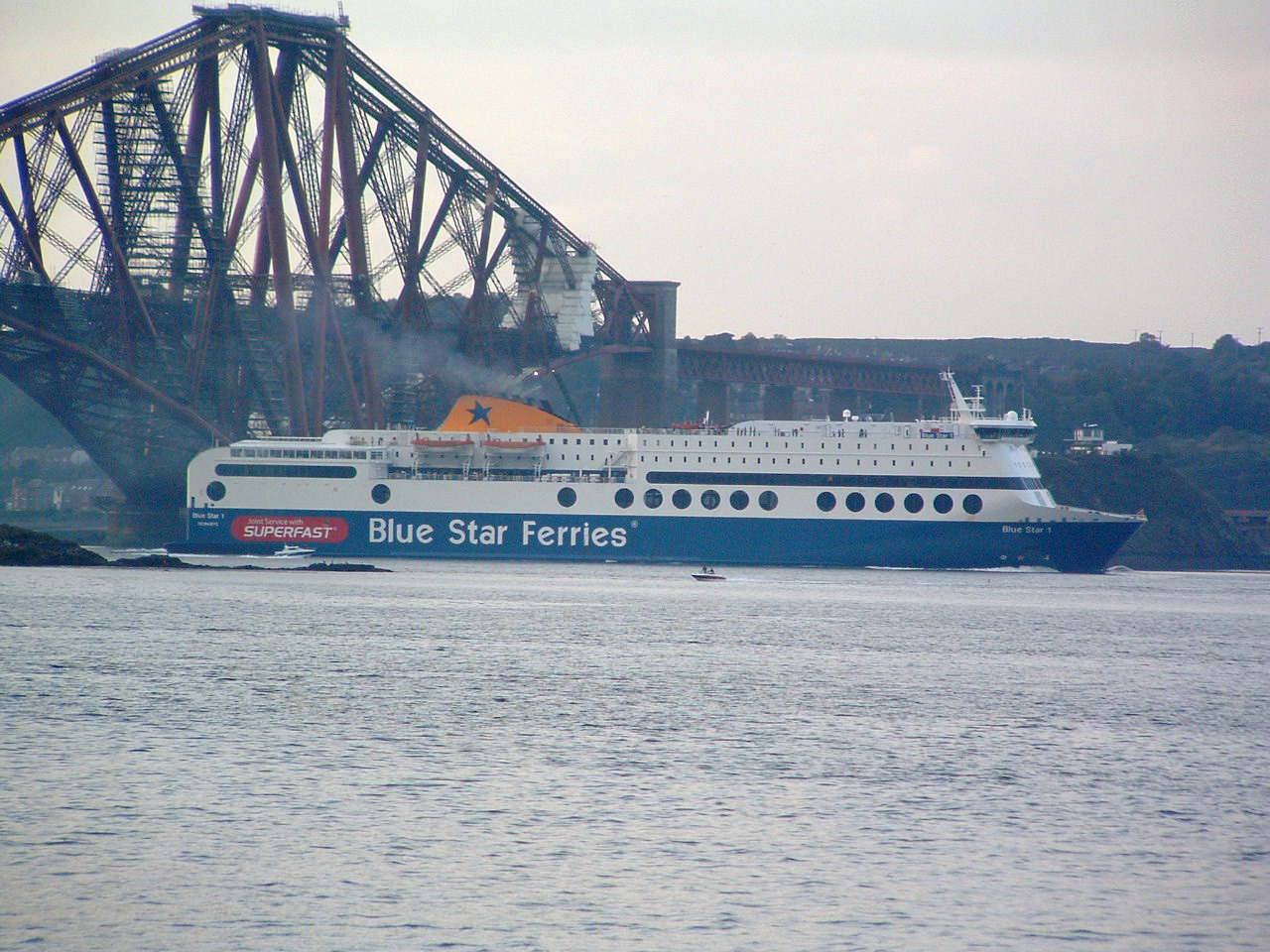
フォース湾を航行するフェリー。ロサイスからベルギーのゼーブリュッヘ（ブルッヘ）へ向かう。

フォース湾（フォースわん、英語: Firth of Forth、スコットランド・ゲール語: Linne Foirthe）は、スコットランド東岸の湾。北海へ向かって開け、周囲の行政区画にはファイフ、ウェスト・ロージアン、エディンバラ、イースト・ロージアン。フォース川が注ぐ。湾の最も奥はキンカーディン橋とされている。多くの町が海岸線に沿って続き、グレインジマウスの石油化学工業帯、リースの商業ドック、メシルの石油採掘場、インヴァケイシングの船舶廃棄場、ロサイスの海軍ドックなど、多くの工業地帯がある。
キンカーディン橋と有名なフォース道路橋とフォース鉄道橋が湾上の輸送を担う。三番目に横切るのはキンカーディン橋の次に架かるクラックマナンシャー橋で、2008年に開通した。2007年7月、ポートベロ、エディンバラ、カーコーディー間をホバークラフトが2週間限定で試験運転をした。試験運転は平均搭乗者85％を達成し成功した。もしこれが正式に運転が開始された場合、年間47万人を運ぶ道路・鉄道橋の通勤通学混雑が緩和されることになる。
フォース湾奥のキンカーディンとフォース橋の区間は、かつての干満の差が激しい地帯は干拓されたり一部が農地化されて半分が失われた。しかし、主に工業のためと、キンカーディン近郊のロンガネット発電所の石炭火災による土が堆積されできた広大な灰の潟のせいである。
湾内には三角江、干潟、岩石海岸、砂浜、塩性湿地が広がる。湾は重要な自然保護区域である。特別保護区域には毎年9万羽の海鳥が巣を作る。メイ島には野鳥監視所がある。2001年10月にはラムサール条約登録地となった。

## 歴史
1939年10月16日、第二次世界大戦における最初のドイツ軍によるイギリス本土への爆撃であるフォース湾の戦いが起こった。ドイツ空軍の12機のJu 88がフォース湾にいた戦艦フッドを攻撃し、イギリス空軍のスピットファイアがこれを迎撃した。ドイツ側はJu 88のうち3機が撃墜され、イギリス側は地上の損害（死者16名、負傷者44名）はあったが迎撃部隊に損害はなかった。

## フォース湾諸島
- ベース・ロック島（英語版）
- クレイグリース島（英語版）
- クラモンド島（英語版）
- アイブラフィー島（英語版）
- フィドラ島（英語版）
- インチコルム島（英語版）
- インチガーヴィー島（英語版）
- インチキース島（英語版）
- インチミッケリー島（英語版）
- ラム島（英語版）
- メイ島（英語版）

## 湾岸の主な都市
- キンカーディン（英語版）
- ダンバー（英語版）
- エディンバラ

## ポップ・カルチャー
- プログレッシヴ・ロックバンド、ジェネシスは『ファース・オブ・フィフス』（Firth of Fifth）というタイトルの曲をフォース湾で演奏した。1973年発表のアルバム『月影の騎士』収録。